# Histoire de Florianópolis
L’histoire de Florianópolis commence avec la population indigène des carijós, d'origine tupi-guarani.
Les premiers explorateurs européens arrivent aux XVIe et XVIIe siècles et la colonie portugaise commence à se développer réellement au XVIIIe siècle.
À l'entrée du XXe siècle, la ville connaît d'importantes transformations et la population croît de manière importante à la fin du siècle.

## Civilisationspré-cabraliennes
À l'époque de l'arrivée des premiers explorateurs européens, les habitants de la région de Florianópolis étaient les indiens carijós, d'origine tupi-guarani. Ils pratiquaient l'agriculture, mais la pêche et la collecte de mollusques assuraient la base de leur subsistance. Il existe cependant des vestiges d'occupation humaine bien plus ancienne sur l'île de Santa Catarina. On trouve divers indices de la présence de l'homme de sambaqui sur plusieurs sites archéologiques de l'île, dont les plus anciens remontent à près de 4800 av. J.-C.. L'île de Santa Catarina possède de nombreuses inscriptions rupestres sur plusieurs de ses plages.
L'île de Santa était appelée Meiembipe ("montagnes le long de la mer" en français) par les carijós. Le détroit séparant l'île du continent était appelé Y-Jurerê-Mirim, ce qui signifie "petite bouche d'eau" en français.

## XVIesiècleetXVIIesiècle

### Les premiers explorateurs
Dès le début du XVIe siècle, avant l'occupation de l'île, les navires à destination du rio de la Plata abordaient l'île de Santa Catarina pour s'approvisionner en eau et en vivres. En 1536, l'île voit passer l'espagnol Ruy Coschera, à la recherche d'un lieu pour s'établir. De même, Gonçalo Mendoza, neveu de Pedro de Mendoza, fondateur de Buenos Aires, vient s'y approvisionner. En 1540, Álvar Núñez Cabeza de Vaca atteint l'île le 2 novembre, à la tête d'une expédition à destination du Paraguay.

### La fondation deNossa Senhora do Desterro
Ce n'est cependant qu'autour de 1675 que le bandeirante Francisco Dias Velho, avec sa famille et des proches, lance la première occupation permanente de l'île par des européens et fonde la colonie de Nossa Senhora do Desterro, aujourd'hui Florianópolis. Il s'agit du second plus vieux noyau de peuplement de l'État de Santa Catarina, après São Francisco do Sul. Cette nouvelle implantation joue rapidement un rôle important dans la colonisation de la région.
Dias Velho envoie tout d'abord son fils, José Pires Monteiro, avec une centaine d'hommes venus de São Paulo pour y établir une exploitation agricole. Dias Velho lui-même le rejoint en 1675. Entre 1675 e 1678, une chapelle est édifié à l'endroit où s'élève, de nos jours, la cathédrale de Florianópolis.

## XVIIIesiècle

### Des débuts difficiles
La venue de Dias Velho marque le début de l'arrivée de colons de São Paulo et São Vicente qui occupent rapidement de nombreux points sur le littoral de l'État. Dias Velho périra malheureusement aux mains de pirates et le développement de sa colonie s'en ressent. En 1712, Amédée François Frézier, navigateur français de passage, n'y trouve que 15 fermes et 147 habitants.
Le 23 mars 1726, Nossa Senhora do Desterro devient cependant une entité administrative à part entière et se détache de la colonie de Laguna. À cette époque, le littoral du sud du Brésil ne compte que deux autres municipalités, São Francisco do Sul (depuis 1660) et Laguna (1714).

### Le développement de la colonie
En ce début de XVIIIe siècle, l'île de Santa Catarina occupe une position stratégique d'avant-poste du domaine portugais dans le Brésil méridional. Elle devient le lieu de luttes entre les portugais et les espagnols.
Les portugais y installent une garnison à partir de 1737. Le 11 août 1738, la capitainerie de Santa Catarina est créée. Peu après, le 7 mars 1739, le premier gouverneur de la capitainerie, le brigadier José da Silva Pais, arrive à Desterro, avec pour mission d'en assurer la défense et de présider à la colonisation systématique de la région.
À cette fin, il construit plusieurs forteresses (comme celle de São José da Ponta Grossa) pour protéger la position portugaise et les accès à la colonie. Concernant le second aspect de sa mission, le gouvernement du Portugal décide de transférer des colons depuis les îles de Madère et des Açores vers Santa Catarina.

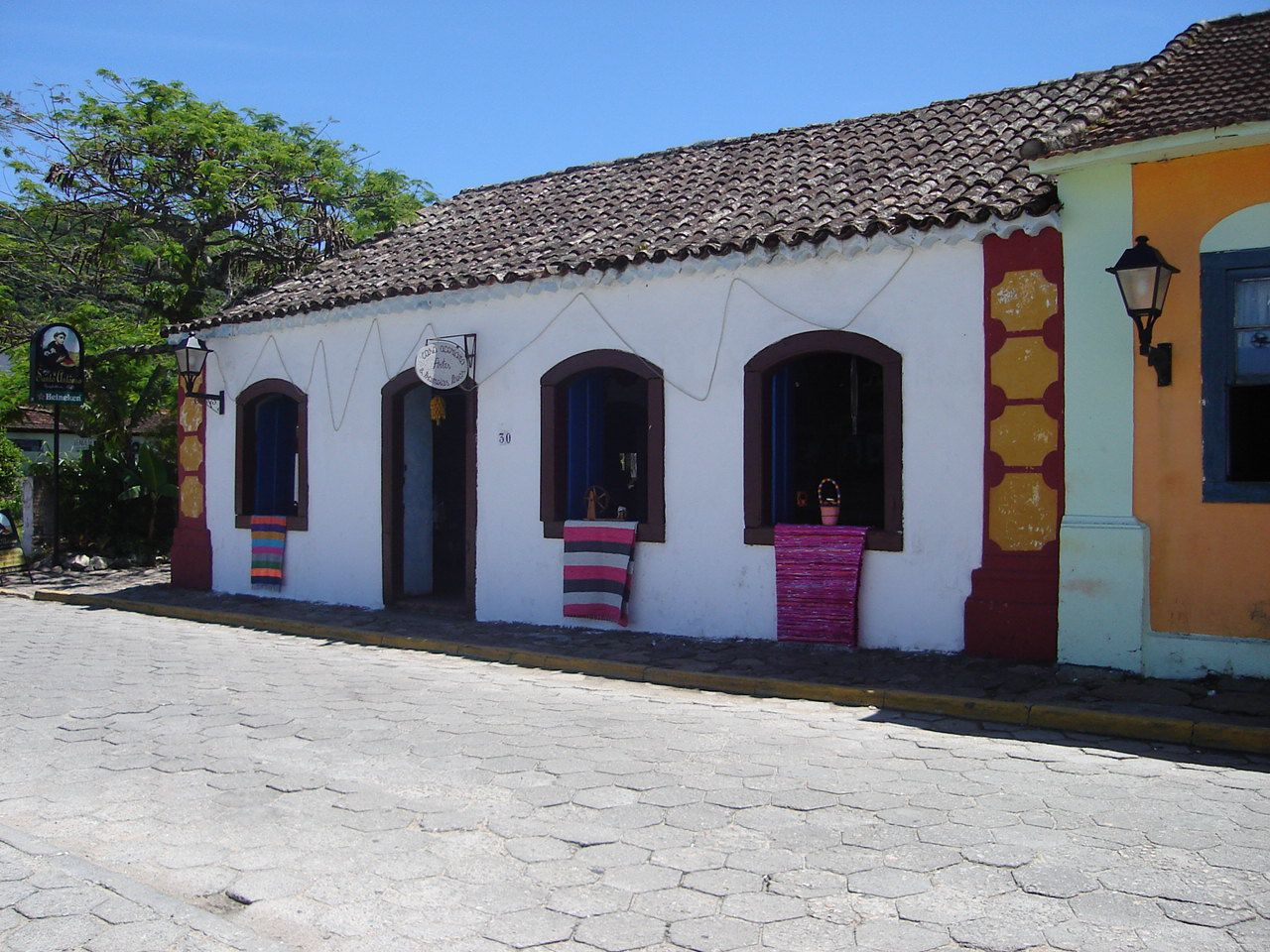
L'architecture des Açores reste visible dans de nombreuses localités de Florianópolis. Ici, des habitations à Santo Antônio de Lisboa

En 1748, une première colonie d'açoriens s'établit sur les rives du lagoa da Conceição, à l'intérieur de l'île de Santa Catarina. Peu après, une seconde est établie à  Santo Antônio de Lisboa. D'autres colonies suivront, São Miguel da Terra Firme, São José da Terra Firme, Enseada de Brito (près de l'actuelle Palhoça) et Vila Nova (non loin de l'actuelle Imbituba).
Dans une thèse défendue par Evaldo Pauli, professeur à l'université fédérale de Santa Catarina, Florianópolis est considérée comme le centre historique de la formation de l'État de Santa Catarina et de son identité: "l'île de Santa Catarina, où se situe Florianópolis, avait un rôle de coordination géopolitique. À partir de sa position stratégique se forma le centre de pouvoir du sud du Brésil, dans le but de conquérir le territoire où se situe aujourd'hui le Rio Grande do Sul. Mais ce fut surtout le peuplement de l'île de Santa Catarina qui lança le processus d'unité régionale, d'abord autour de la capitainerie, puis de la province, et enfin de l'État. La capitainerie initiale ne couvrait que les limites de la municipalité Garopaba au sukl à Camboriú au nord. S'y ajoutèrent ensuite les municipalités de Laguna (1742), São Francisco (1750) et, plus tard, les hauts-plateaux de Lages (1820). Ce fut donc à partir de Florianópolis que se créa l'État de Santa Catarina. Sans Florianópolis, l'État n'existerait peut-être pas. Ainsi, sans sa capitale, Florianópolis, l'État pourrait se désintégrer, faute de sentiment historique. Il paraît une fois de plus clair que l'histoire est un élément clé de l'action du comportement humain. Nous avons, par conséquent, une claire notion de l'importance de nos racines historiques, et qu'elles sont bandeirantes."

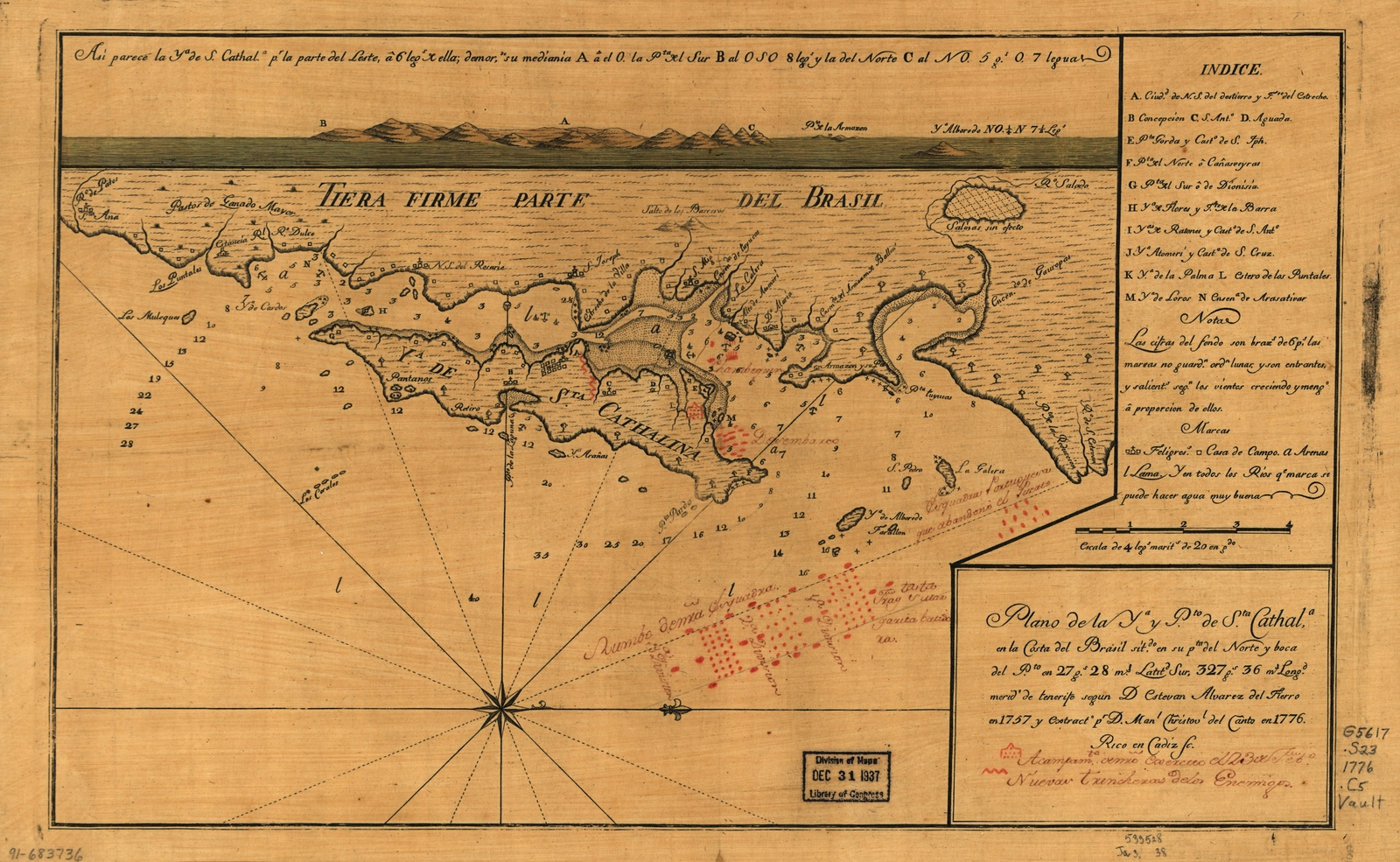
Carte de l'île de Santa Catarina publiée en 1776.

Avec l'occupation de l'île, l'agriculture se développe et une industrie manufacturière s'implante, centrée sur le travail du coton et du lin. De nos jours, on trouve toujours des traces de ces premières activités économiques, notamment dans la production artisanale de farine de manioc et de dentelles. Ce développement est notamment soutenu par l'économie esclavagiste. Desterro est notamment connue pour le procès intenté en 1813 par une esclave, Liberata, à son maître José Vieira Rebello.
À cette époque s'installent également les premières armações, sites de pêche dédiés à la chasse à la baleine, notamment sur la plage d'Armação do Pântano do Sul. L'huile de baleine était commercialisé par la couronne portugaise à l'étranger et ne rapportait en cela rien aux populations locales.
En 1777, les espagnols envahissent et occupent l'île. Le traité de San Ildefonso rendra l'île, ainsi que le Rio Grande do Sul, au Portugal, en échange de la colonie del Sacramento et de la province des Missions.

## XIXesiècle

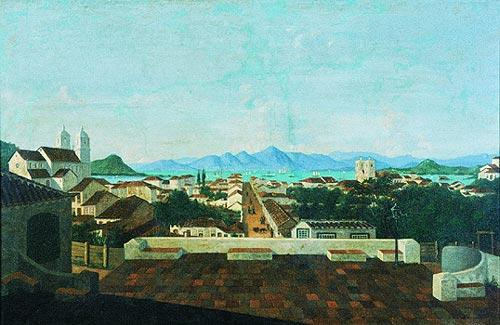
Tableau de Victor Meirelles montrant la ville au milieu du XIXe siècle.

Au XIXe siècle, Desterro est élevée au rang de ville et devient capitale de la province de Santa Catarina en 1823, inaugurant une période de prospérité sous l'effet d'investissements du pouvoir central. Le port est modernisé et de nombreux édifices publics sont construits. Une modernisation au niveau politique et culturel se produit également, marquée par l'organisation de la réception de l'empereur Pierre II en 1845, qui restera environ un mois dans la cité.
En 1891, quand le maréchal Deodoro da Fonseca, sous la pression de la révolte de l'Armada, renonce à  la présidence de la toute jeune république, le vice-président Floriano Peixoto prend le pouvoir mais ne convoque pas d'élections à la suite, comme prévu dans la Constitution promulguée cette même année. Ceci engendre deux révoltes: la seconde révolte de l'Armada (menée par la marine de Rio) et la révolution fédéraliste (sous l'influence des grands propriétaires du Rio Grande do Sul). Les deux insurrections s'étendent jusqu'à Desterro où elles reçoivent l'appui des habitants de la région. Cependant, Floriano Peixoto écrasera ces mouvements et fera emprisonner ses dirigeants, ne laissant à la tête de Desterro que des hommes qui lui sont favorables. Ces derniers décident de donner son nom à la ville qui devient alors "Florianópolis", c'est-à-dire la "ville de Floriano".
En 1898, une importante institution d'enseignement est fondée à Florianópolis par la  Congrégation des Sœurs de la Divine Providence (Congregação das Irmãs da Divina Providência, en portugais), le Collège du Cœur de Jesus (Colégio Coração de Jesus).

## XXesiècle
À l'entrée du XXe siècle, la ville connaît d'importantes transformations. La construction civile devient l'une de ses principales activités : des réseaux électriques sont construits, l'eau courante et un réseau d'égouts est implanté et un pont, le pont Hercílio-Luz, reliant l'île au continent est érigé, symbolisant le fort développement urbain de l'époque. En 1943, la partie continentale du détroit entre l'île et le continent est rattachée à Florianópolis (elle appartenait auparavant à la municipalité voisine de São José).
Dans les dernières décennies du XXe siècle, l'île connait une forte arrivée de population, initiée avec l'implantation sur l'île du siège de l'entreprise Eletrosul depuis Rio de Janeiro. Deux nouveaux ponts sont construits pour relier l'île au continent, le pont Colombo Salles et le pont Pedro Ivo Campos. Même certains quartiers parmi les plus reculés de l'île font l'objet d'une urbanisation intense, notamment sous l'effet du développement du tourisme.